# Adelina Yzac
Adelina Yzac (11 de junio de 1954) es una escritora francesa tanto en lengua francesa como occitana; concretamente, en dialecto languedociano.

## Biografía
Nace en Perigord, en la región de Aquitania (Francia). Estudió filología hispánica en la Universidad de Montpellier en donde se doctora en 1979, por lo que su obra se verá fuertemente influenciada por las literaturas española e hispanoamericana.
La obra literaria de Adeliza Yzac va dirigida tanto al público infantil como adulto. Aunque el grueso de su obra lo ha desarrollado en francés, sus novelas en occitano han sido muy celebradas, siendo galardonadas con numerosos premios. Sus cuentos y novelas infantiles han sido traducidas a numerosos idiomas.

## Obra en occitano
- D'enfança d'en fàcia (1998), Premio Joan Bodon en 1999.[3]
- Un tren per tu tota sola (2002), Premio Jaufre Rudel en 2002.[4]
- Color femna: un tren per tu tota sola (2012).
- La drolleta de la luna (2014), Premio Pau Froment en 2014.[5]
- Quò's pas per res (2022)

Todas sus obras en occitano han sido traducidas al francés por la propia autora.

## Obra en francés
- Le dernier de la lune, Premio Alain-Fournier en 2001.
- Danse la vigne 2001.
- Le temps d'un retour 2002.
- Mondane, de Fénelon 2003.
- Danse la vigne 2004, premio de la Academia de Languedoc.
- Le jardin de Jeanne 2005.
- La toute pleine de grâce 2010.
- Un repas de famille 2012.
- Le cloître des simples 2013.

### Literatura infantil
- Les Larmes de mon père, 1995
- La Légende oubliée, 1996
- Il y avait une fois, 1997
- Histoires courtes et amusantes d'animaux de la ferme seguida por Un drôle d'œuf, 1998
- Enéa la cathare, 2000
- Calicobat, 2003
- Tout Doudou Caramel Mou, 2002
- Grain de Riz, 2003
- Le Prince qui voit juste, 2003
- Le Jour des oies sauvages, ganó el Premio Octogones en 2004
- La Princesse du jour et le prince de la nuit, 2004
- Le Radeau des poèmes, 2005
- TOC, 2005
- L'Enfant à la bouche de silence, 2006
- Les Trois rives du fleuve, 2006
- L'Almanavache, 2006